# Guyana na letních olympijských hrách
Guyana na letních olympijských hrách startuje od roku 1948. Toto je přehled účastí, medailového zisku a vlajkonošů na dané sportovní události.

## Účast na Letních olympijských hrách
| Dějiště LOH            | LOH      | Vlajkonoš                     | Zlatá medaile | Stříbrná medaile | Bronzová medaile | Celkem |
| ---------------------- | -------- | ----------------------------- | ------------- | ---------------- | ---------------- | ------ |
| 1948 Londýn            | LOH 1948 | nebyl                         |               |                  |                  | 0      |
| 1952 Helsinky          | LOH 1952 | nebyl                         |               |                  |                  | 0      |
| 1956 Melbourne         | LOH 1956 | nebyl                         |               |                  |                  | 0      |
| 1960 Řím               | LOH 1960 | nebyl                         |               |                  |                  | 0      |
| 1964 Tokio             | LOH 1964 | nebyl                         |               |                  |                  | 0      |
| 1968 Ciudad de México  | LOH 1968 | nebyl                         |               |                  |                  | 0      |
| 1972 Mnichov           | LOH 1972 | Gordon Sankis                 |               |                  |                  | 0      |
| 1976 Montréal          | 1976     |                               |               |                  |                  | Ne     |
| 1980 Moskva            | LOH 1980 | nebyl                         |               |                  | 1                | 1      |
| 1984 Los Angeles       | LOH 1984 | Earl Haley                    |               |                  |                  | 0      |
| 1988 Soul              | LOH 1988 | Alfred Thomas                 |               |                  |                  | 0      |
| 1992 Barcelona         | LOH 1992 | nebyl                         |               |                  |                  | 0      |
| 1996 Atlanta           | LOH 1996 | John Douglas                  |               |                  |                  | 0      |
| 2000 Sydney            | LOH 2000 | Aliann Pompeius               |               |                  |                  | 0      |
| 2004 Athény            | LOH 2004 | Aliann Pompeius               |               |                  |                  | 0      |
| 2008 Peking            | LOH 2008 | Niall Roberts                 |               |                  |                  | 0      |
| 2012 Londýn            | LOH 2012 | Winston George                |               |                  |                  | 0      |
| 2016 Rio de Janeiro    | LOH 2016 | Hannibal Gaskin               |               |                  |                  | 0      |
| 2020 Tokio             | LOH 2020 | Chelsea Edghill Andrew Fowler |               |                  |                  | 0      |
| 2024 Paříž             | LOH 2024 |                               |               |                  |                  | x      |
| Celkem                 | 18       |                               | 0             | 0                | 1                | 1      |
| Zdroj na Olympedia.org |          |                               |               |                  |                  |        |

## Listina medailistů
| Medal            | Sportovec       | LOH          | Sport         |
| ---------------- | --------------- | ------------ | ------------- |
| Bronzová medaile | Michael Anthony | Guyana (GUY) | 1980 Atletika |